# 今井定清
今井 定清（いまい さだきよ）は、戦国時代の武将。

## 生涯
今井氏は近江国の国人で近江守護である京極氏重臣の家柄。享禄4年（1531年）、主家・京極家で京極高清の嫡男・高延を推す浅井亮政と高清の二男・高吉を推す六角定頼の対立が合戦に発展した際、父・今井秀俊は当初は六角氏側であったが、浅井氏との戦いに敗れ浅井氏に従ったため、六角氏に攻められ神照寺にて自刃した。
幼児であった定清は親の仇でもある六角定頼を頼りその庇護を受け成人する。定清は今井氏の旧領回復を願い、磨針山の菖蒲岳に砦を築くことを六角氏に許可されるも、人質を要求され三歳の幼児を差し出した。しかし、浅井久政を臣従させ六角氏打倒を目指す京極高広から書状が届いたことを京極氏との内通と六角氏に疑われて人質を殺害されたため、六角氏を離れ旧主・京極氏の下に戻った。だが、京極方に付くも恩義ある六角氏には抵抗できず進退に苦しみ、永禄3年（1560年）頃まで隠棲している。同年5月、六角氏と決別し打倒を決意した浅井長政に招聘され箕浦城主となった。
長政に従った定清は六角氏との戦闘に力を尽くすが、磯野員昌の加勢を得て太尾城を夜襲した際、敵と見誤った員昌方の兵に背後から槍で刺され戦死した。